# Ecphylus rohweri
Ecphylus rohweri är en stekelart som beskrevs av Muesebeck 1935. Ecphylus rohweri ingår i släktet Ecphylus och familjen bracksteklar. Inga underarter finns listade i Catalogue of Life.